# Atlántico Medio de Estados Unidos
El Atlántico Medio es una región de Estados Unidos que comprende los estados de Delaware, Maryland, Nueva Jersey, Nueva York, Pensilvania y Washington D.C, aunque en ocasiones también incluye a Virginia y Virginia Occidental.
Este término se empezó a emplear ya con los primeros pobladores europeos tras el asentamiento inglés en las colonias (Middle Colonies). Estos estados se caracterizaron por su industria pesada tras la Declaración de Independencia del Reino Unido. En esta región se mezclaron inmigrantes de todo el mundo en lo que pasó a llamarse el melting pot (crisol) de culturas.

## Principales ciudades del Atlántico Medio
- Albany, Nueva York
- Baltimore, Maryland
- Búfalo, Nueva York
- Filadelfia, Pensilvania
- Harrisburg, Pensilvania
- Jersey City, Nueva Jersey
- Ciudad de Nueva York, Nueva York
- Newark, Nueva Jersey
- Pittsburgh, Pensilvania
- Rochester, Nueva York
- Trenton, Nueva Jersey